# Senegal en la Copa Mundial de Fútbol de 2002
La selección de Senegal fue uno de los 32 equipos participantes en la Copa Mundial de Fútbol de 2002, torneo que se llevó a cabo del 31 de mayo al 30 de junio en Corea del Sur y Japón.
Senegal llegaba al mundial por primera vez, su clasificación a segunda ronda se complicaba cuando fue emparejada con Francia (la actual campeona), Dinamarca y Uruguay. En su primer partido, Senegal sorprendió cuando al minuto 33', Papa Bouba Diop anotó el único gol del partido y le dio a Senegal su primera victoria mundialista. En su segundo partido, Senegal empató a 1 gol con Dinamarca. Ya en su tercer partido, Senegal terminó el primer tiempo 3 a 0 con Uruguay, pero en el segundo tiempo, La Celeste anotó 3 goles y terminó el partido empatado, de esa forma, Senegal se clasificó a segunda ronda con 5 puntos.
En octavos de final, Senegal jugó con el primero del grupo F, Suecia. Henrik Larsson anotó en el minuto 11', Senegal parecía perdida, pero en el 37' Henri Camara anotó su primer tanto. En el 90' no había ganador, así que pasaron a tiempo extra, en el minuto 104', Camara anotó su segundo gol, llevando a Senegal a cuartos de final como el segundo equipo africano que lo conseguía. Ya en Cuartos, Senegal se enfrentó a Turquía, en el 90' no había goles así que fueron a tiempo extra, donde en el 94', Ilhan Mansiz anotó un gol de oro y Senegal se fue derrotada.

## Clasificación

### Tabla de posiciones

#### Primera ronda
| Pos. | Selección | Pts. | PJ | PG | PE | PP | GF | GC | Dif. |
| ---- | --------- | ---- | -- | -- | -- | -- | -- | -- | ---- |
| 1.   | Senegal   | 4    | 2  | 1  | 1  | 0  | 2  | 1  | 1    |
| 2.   | Benín     | 1    | 2  | 0  | 1  | 1  | 1  | 2  | −1   |

#### Segunda ronda
| Pos. | Selección | Pts. | PJ | PG | PE | PP | GF | GC | Dif. |
| ---- | --------- | ---- | -- | -- | -- | -- | -- | -- | ---- |
| 1.   | Senegal   | 15   | 8  | 4  | 3  | 1  | 14 | 2  | 12   |
| 2.   | Marruecos | 15   | 8  | 4  | 3  | 1  | 8  | 3  | 5    |
| 3.   | Egipto    | 13   | 8  | 3  | 4  | 1  | 16 | 7  | 9    |
| 4.   | Argelia   | 8    | 8  | 2  | 2  | 4  | 11 | 14 | −3   |
| 5.   | Namibia   | 2    | 8  | 0  | 2  | 6  | 3  | 26 | −23  |

### Partidos
| Fecha                 | Lugar    | Instancia     |           |                      | Resultado |                      |           |
| --------------------- | -------- | ------------- | --------- | -------------------- | --------- | -------------------- | --------- |
| 9 de abril de 2000    | Cotonú   | Primera ronda | Benín     | Bandera de Benín     | 1:1 (1:1) | Bandera de Senegal   | Senegal   |
| 23 de abril de 2000   | Dakar    | Primera ronda | Senegal   | Bandera de Senegal   | 1:0 (0:0) | Bandera de Benín     | Benín     |
| 16 de junio de 2000   | Annaba   | Segunda ronda | Argelia   | Bandera de Argelia   | 1:1 (1:1) | Bandera de Senegal   | Senegal   |
| 9 de julio de 2000    | Dakar    | Segunda ronda | Senegal   | Bandera de Senegal   | 0:0       | Bandera de Egipto    | Egipto    |
| 24 de febrero de 2001 | Rabat    | Segunda ronda | Marruecos | Bandera de Marruecos | 0:0       | Bandera de Senegal   | Senegal   |
| 10 de marzo de 2001   | Dakar    | Segunda ronda | Senegal   | Bandera de Senegal   | 4:0 (2:0) | Bandera de Namibia   | Namibia   |
| 21 de abril de 2001   | Dakar    | Segunda ronda | Senegal   | Bandera de Senegal   | 3:0 (1:0) | Bandera de Argelia   | Argelia   |
| 6 de mayo de 2001     | El Cairo | Segunda ronda | Egipto    | Bandera de Egipto    | 1:0 (0:0) | Bandera de Senegal   | Senegal   |
| 14 de julio de 2001   | Dakar    | Segunda ronda | Senegal   | Bandera de Senegal   | 1:0 (1:0) | Bandera de Marruecos | Marruecos |
| 21 de julio de 2001   | Windhoek | Segunda ronda | Namibia   | Bandera de Namibia   | 0:5 (0:3) | Bandera de Senegal   | Senegal   |

### Goleador

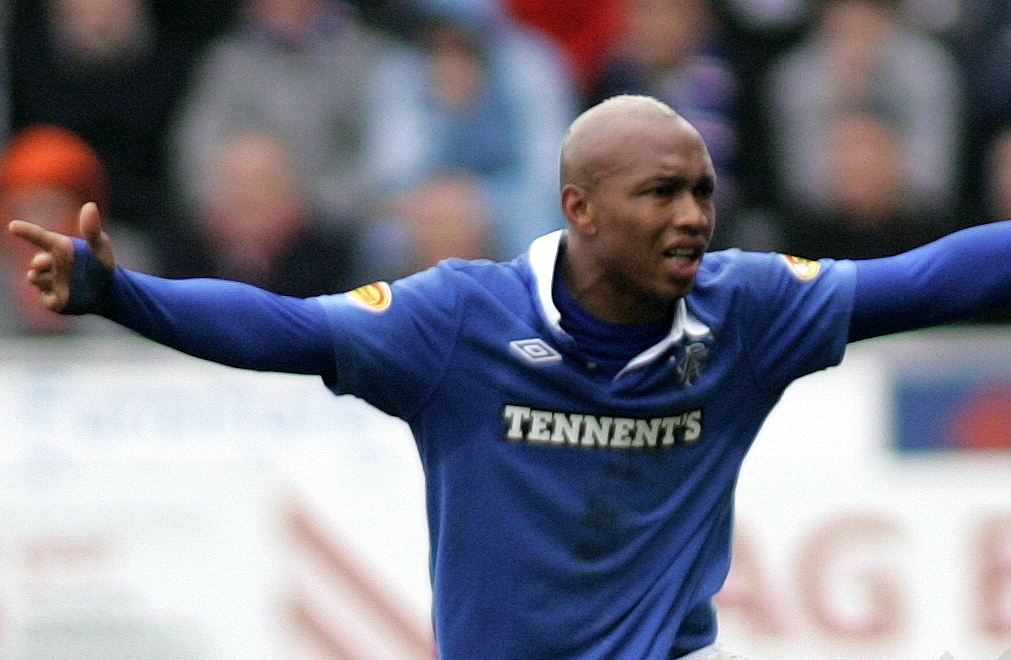
El Hadji Diouf, máximo artillero de Senegal

Con ocho goles en total, El Hadji Diouf fue el máximo anotador de Senegal en el torneo de clasificación.

## Preparación

### Partidos previos
| Fecha                   | Lugar   | Competencia |                |                           | Resultado |                         |              |
| ----------------------- | ------- | ----------- | -------------- | ------------------------- | --------- | ----------------------- | ------------ |
| 4 de octubre de 2001    | Lens    | Amistoso    | Senegal        | Bandera de Senegal        | 2:0 (0:0) | Bandera de Japón        | Japón        |
| 8 de noviembre de 2001  | Jeonju  | Amistoso    | Corea del Sur  | Bandera de Corea del Sur  | 0:1 (0:1) | Bandera de Senegal      | Senegal      |
| 26 de diciembre de 2001 | Dakar   | Amistoso    | Senegal        | Bandera de Senegal        | 2:4 (1:1) | Bandera de Burkina Faso | Burkina Faso |
| 30 de diciembre de 2001 | Dakar   | Amistoso    | Senegal        | Bandera de Senegal        | 1:0 (1:0) | Bandera de Argelia      | Argelia      |
| 27 de marzo de 2002     | Dakar   | Amistoso    | Senegal        | Bandera de Senegal        | 2:1 (1:0) | Bandera de Bolivia      | Bolivia      |
| 14 de mayo de 2002      | Riad    | Amistoso    | Arabia Saudita | Bandera de Arabia Saudita | 3:2 (1:1) | Bandera de Senegal      | Senegal      |
| 23 de mayo de 2002      | Tottori | Amistoso    | Senegal        | Bandera de Senegal        | 1:0 (0:0) | Bandera de Ecuador      | Ecuador      |

#### Senegal vs. Japón
| 4 de octubre de 2001 | Senegal               | 2:0 (0:0) | Japón | Estadio Félix Bollaert, Lens                               |                                                            |
|                      | Diouf 77' · Thiaw 90' | Reporte   |       | Asistencia: 3 000 espectadores Árbitro(s): Pascal Garibian | Asistencia: 3 000 espectadores Árbitro(s): Pascal Garibian |

#### Corea del Sur vs. Senegal
| 8 de noviembre de 2001 | Corea del Sur | 0:1 (0:1) | Senegal        | Estadio Mundialista, Jeonju                              |                                                          |
|                        |               | Reporte   | Bouba Diop 42' | Asistencia: 42 278 espectadores Árbitro(s): Siu Kee Chan | Asistencia: 42 278 espectadores Árbitro(s): Siu Kee Chan |

#### Senegal vs. Burkina Faso
| 26 de diciembre de 2001 | Senegal                             | 2:4 (1:1) | Burkina Faso                            | Estadio Léopold Sédar Senghor, Dakar                                 |                                                                      |
|                         | Thiaw 26' (pen.) · Cissé 69' (a.g.) | Reporte   | Touré 22', 60' · Sanou 57' · Traoré 89' | Asistencia: Sin datos sobre espectadores Árbitro(s): Koman Coulibaly | Asistencia: Sin datos sobre espectadores Árbitro(s): Koman Coulibaly |

#### Senegal vs. Argelia
| 30 de diciembre de 2001 | Senegal       | 1:0 (1:0) | Argelia | Estadio Léopold Sédar Senghor, Dakar                      |                                                           |
|                         | H. Camara 28' | Reporte   |         | Asistencia: 45 000 espectadores Árbitro(s): Malick Syllah | Asistencia: 45 000 espectadores Árbitro(s): Malick Syllah |

#### Senegal vs. Bolivia
| 27 de marzo de 2002 | Senegal                    | 2:1 (1:0) | Bolivia      | Estadio Léopold Sédar Senghor, Dakar                            |                                                                 |
|                     | Bouba Diop 44' · Niang 64' | Reporte   | Bengolea 48' | Asistencia: Sin datos sobre espectadores Árbitro(s): Modou Sowe | Asistencia: Sin datos sobre espectadores Árbitro(s): Modou Sowe |

#### Arabia Saudita vs. Senegal
| 14 de mayo de 2002 | Arabia Saudita                                     | 3:2 (1:1) | Senegal                          | Estadio Rey Fahd, Riad                                  |                                                         |
|                    | Al-Jaber 8' (pen.) · Al-Shahrani 47' · Al-Yami 60' | Reporte   | S. Camara 45' · Diouf 50' (pen.) | Asistencia: 5 000 espectadores Árbitro(s): Qasem Shaban | Asistencia: 5 000 espectadores Árbitro(s): Qasem Shaban |

#### Senegal vs. Ecuador
| 23 de mayo de 2002 | Senegal            | 1:0 (0:0) | Ecuador | Estadio Municipal, Tottori                                              |                                                                         |
|                    | Guerrón 69' (a.g.) | Reporte   |         | Asistencia: Sin datos sobre espectadores Árbitro(s): Kazuhiko Matsumura | Asistencia: Sin datos sobre espectadores Árbitro(s): Kazuhiko Matsumura |

## Plantel
| N.º                | Nombre            | Posición       | Edad    | PJ | G  | Equipo              |  |
| ------------------ | ----------------- | -------------- | ------- | -- | -- | ------------------- |  |
| 1                  | Tony Sylva        | Guardameta     | 27 años | 16 | 0  | Mónaco              |  |
| 16                 | Omar Diallo       | Guardameta     | 29 años | 32 | 0  | Olympique Khouribga |  |
| 22                 | Kalidou Cissokho  | Guardameta     | 23 años | 0  | 0  | Jeanne d'Arc        |  |
| 2                  | Omar Daf          | Defensa        | 25 años | 28 | 0  | Sochaux             |  |
| 4                  | Pape Malick Diop  | Defensa        | 27 años | 23 | 1  | Lorient             |  |
| 5                  | Alassane N'Dour   | Defensa        | 20 años | 8  | 0  | Saint-Étienne       |  |
| 6                  | Aliou Cissé       | Defensa        | 26 años | 21 | 0  | Montpellier         |  |
| 13                 | Lamine Diatta     | Defensa        | 26 años | 20 | 1  | Stade Rennes        |  |
| 17                 | Ferdinand Coly    | Defensa        | 28 años | 17 | 0  | Lens                |  |
| 21                 | Habib Beye        | Defensa        | 24 años | 5  | 0  | Estrasburgo         |  |
| 3                  | Pape Sarr         | Centrocampista | 24 años | 20 | 1  | Lens                |  |
| 10                 | Khalilou Fadiga   | Centrocampista | 27 años | 25 | 2  | Auxerroise          |  |
| 12                 | Amdy Faye         | Centrocampista | 25 años | 7  | 0  | Auxerroise          |  |
| 14                 | Moussa N'Diaye    | Centrocampista | 23 años | 32 | 2  | Sedan Ardennes      |  |
| 15                 | Salif Diao        | Centrocampista | 25 años | 20 | 1  | Sedan Ardennes      |  |
| 19                 | Papa Bouba Diop † | Centrocampista | 24 años | 13 | 3  | Lens                |  |
| 20                 | Sylvain N'Diaye   | Centrocampista | 25 años | 5  | 0  | Lille               |  |
| 23                 | Makhtar N'Diaye   | Centrocampista | 20 años | 15 | 1  | Stade Rennes        |  |
| 7                  | Henri Camara      | Delantero      | 25 años | 41 | 7  | Sedan Ardennes      |  |
| 8                  | Amara Traoré      | Delantero      | 36 años | 17 | 2  | Gueugnon            |  |
| 9                  | Souleymane Camara | Delantero      | 19 años | 9  | 2  | Mónaco              |  |
| 11                 | El Hadji Diouf    | Delantero      | 21 años | 22 | 14 | Lens                |  |
| 18                 | Pape Thiaw        | Delantero      | 21 años | 12 | 5  | Estrasburgo         |  |
| Bandera de Francia | Bruno Metsu       | Entrenador     | 48 años |    |    |                     |  |

## Participación
- Los horarios corresponden a la hora local de Corea del Sur y Japón (UTC+9).

### Partidos
| Fecha       | Lugar | Instancia        |           |                      | Resultado      |                    |         |
| ----------- | ----- | ---------------- | --------- | -------------------- | -------------- | ------------------ | ------- |
| 31 de mayo  | Seúl  | Fase de grupos   | Francia   | Bandera de Francia   | 0:1 (0:1)      | Bandera de Senegal | Senegal |
| 6 de junio  | Daegu | Fase de grupos   | Dinamarca | Bandera de Dinamarca | 1:1 (1:0)      | Bandera de Senegal | Senegal |
| 11 de junio | Suwon | Fase de grupos   | Senegal   | Bandera de Senegal   | 3:3 (3:0)      | Bandera de Uruguay | Uruguay |
| 16 de junio | Ōita  | Octavos de final | Suecia    | Bandera de Suecia    | 1:2 (1:1, 1:1) | Bandera de Senegal | Senegal |
| 22 de junio | Osaka | Cuartos de final | Senegal   | Bandera de Senegal   | 0:1 (0:0, 0:0) | Bandera de Turquía | Turquía |

### Fase de grupos - Grupo A
| Selección | Pts | PJ | PG | PE | PP | GF | GC | Dif |
| --------- | --- | -- | -- | -- | -- | -- | -- | --- |
| Dinamarca | 7   | 3  | 2  | 1  | 0  | 5  | 2  | 3   |
| Senegal   | 5   | 3  | 1  | 2  | 0  | 5  | 4  | 1   |
| Uruguay   | 2   | 3  | 0  | 2  | 1  | 4  | 5  | −1  |
| Francia   | 1   | 3  | 0  | 1  | 2  | 0  | 3  | −3  |

|  | Clasificados a los octavos de final. |

#### Francia vs. Senegal
| 31 de mayo de 2002, 20:30 | Francia | 0:1 (0:1) | Senegal  | Estadio Mundialista, Seúl                               |                                                         |
|                           |         | Reporte   | Diop 30' | Asistencia: 62 561 espectadores Árbitro(s): Ali Bujsaim | Asistencia: 62 561 espectadores Árbitro(s): Ali Bujsaim |

| 16         | Guardameta     | Fabien Barthez   |     |
| 3          | Defensa        | Bixente Lizarazu |     |
| 8          | Defensa        | Marcel Desailly  |     |
| 15         | Defensa        | Lilian Thuram    |     |
| 18         | Defensa        | Frank Leboeuf    |     |
| 4          | Centrocampista | Patrick Vieira   |     |
| 6          | Centrocampista | Youri Djorkaeff  | 60' |
| 17         | Centrocampista | Emmanuel Petit   |     |
| 11         | Delantero      | Sylvain Wiltord  | 81' |
| 20         | Delantero      | David Trezeguet  |     |
| 20         | Delantero      | Thierry Henry    |     |
| Entrenador | Entrenador     | Roger Lemerre    |     |

| 1          | Guardameta     | Tony Sylva       |  |
| 2          | Defensa        | Omar Daf         |  |
| 4          | Defensa        | Pape Malick Diop |  |
| 6          | Defensa        | Aliou Cissé      |  |
| 13         | Defensa        | Lamine Diatta    |  |
| 17         | Defensa        | Ferdinand Coly   |  |
| 10         | Centrocampista | Khalilou Fadiga  |  |
| 14         | Centrocampista | Moussa N'Diaye   |  |
| 15         | Centrocampista | Salif Diao       |  |
| 19         | Centrocampista | Papa Bouba Diop  |  |
| 11         | Delantero      | El Hadji Diouf   |  |
| Entrenador | Entrenador     | Bruno Metsu      |  |

| 21 | Delantero | Christophe Dugarry | 60' |
| 9  | Delantero | Djibril Cisse      | 81' |

| Anotado | 30' | Papa Bouba Diop | 0:1 |

| Amonestado | 45+2' | Emmanuel Petit |

| Amonestado | 51' | Aliou Cissé |

| Árbitro             | Ali Bujsaim       |
| Árbitros asistentes | Ali-Al Traifi     |
| Árbitros asistentes | Jorge Rattalino   |
| Cuarto árbitro      | Felipe Ramos Rizo |

| 16         | Guardameta     | Fabien Barthez   |     |
| 3          | Defensa        | Bixente Lizarazu |     |
| 8          | Defensa        | Marcel Desailly  |     |
| 15         | Defensa        | Lilian Thuram    |     |
| 18         | Defensa        | Frank Leboeuf    |     |
| 4          | Centrocampista | Patrick Vieira   |     |
| 6          | Centrocampista | Youri Djorkaeff  | 60' |
| 17         | Centrocampista | Emmanuel Petit   |     |
| 11         | Delantero      | Sylvain Wiltord  | 81' |
| 20         | Delantero      | David Trezeguet  |     |
| 20         | Delantero      | Thierry Henry    |     |
| Entrenador | Entrenador     | Roger Lemerre    |     |

| 1          | Guardameta     | Tony Sylva       |  |
| 2          | Defensa        | Omar Daf         |  |
| 4          | Defensa        | Pape Malick Diop |  |
| 6          | Defensa        | Aliou Cissé      |  |
| 13         | Defensa        | Lamine Diatta    |  |
| 17         | Defensa        | Ferdinand Coly   |  |
| 10         | Centrocampista | Khalilou Fadiga  |  |
| 14         | Centrocampista | Moussa N'Diaye   |  |
| 15         | Centrocampista | Salif Diao       |  |
| 19         | Centrocampista | Papa Bouba Diop  |  |
| 11         | Delantero      | El Hadji Diouf   |  |
| Entrenador | Entrenador     | Bruno Metsu      |  |

| 21 | Delantero | Christophe Dugarry | 60' |
| 9  | Delantero | Djibril Cisse      | 81' |

| Anotado | 30' | Papa Bouba Diop | 0:1 |

| Amonestado | 45+2' | Emmanuel Petit |

| Amonestado | 51' | Aliou Cissé |

| Árbitro             | Ali Bujsaim       |
| Árbitros asistentes | Ali-Al Traifi     |
| Árbitros asistentes | Jorge Rattalino   |
| Cuarto árbitro      | Felipe Ramos Rizo |

| Estadísticas      | Bandera de Francia | Bandera de Senegal |
| Tiros             | 15                 | 6                  |
| Tiros a puerta    | 9                  | 5                  |
| Faltas            | 18                 | 22                 |
| Saques de esquina | 10                 | 0                  |
| Penaltis          | 0                  | 0                  |
| Fueras de juego   | 2                  | 11                 |
| Posesión de balón | 61%                | 39%                |

#### Dinamarca vs. Senegal
| 6 de junio de 2002, 15:30 | Dinamarca           | 1:1 (1:0) | Senegal  | Estadio Mundialista, Daegu                                |                                                           |
|                           | Tomasson 16' (pen.) | Reporte   | Diao 52' | Asistencia: 43 500 espectadores Árbitro(s): Carlos Batres | Asistencia: 43 500 espectadores Árbitro(s): Carlos Batres |

| 1          | Guardameta     | Thomas Sørensen   |     |
| 3          | Defensa        | René Henriksen    |     |
| 4          | Defensa        | Martin Laursen    |     |
| 5          | Defensa        | Jan Heintze       |     |
| 6          | Defensa        | Thomas Helveg     |     |
| 2          | Centrocampista | Stig Tøfting      |     |
| 7          | Centrocampista | Thomas Gravesen   | 62' |
| 8          | Delantero      | Jesper Grønkjær   |     |
| 9          | Delantero      | Jon Dahl Tomasson | 89' |
| 11         | Delantero      | Ebbe Sand         | 50' |
| 19         | Delantero      | Dennis Rommedahl  |     |
| Entrenador | Entrenador     | Morten Olsen      |     |

| 1          | Guardameta     | Tony Sylva       |     |
| 2          | Defensa        | Omar Daf         |     |
| 4          | Defensa        | Pape Malick Diop |     |
| 13         | Defensa        | Lamine Diatta    |     |
| 17         | Defensa        | Ferdinand Coly   |     |
| 3          | Centrocampista | Pape Sarr        | 46' |
| 10         | Centrocampista | Khalilou Fadiga  |     |
| 14         | Centrocampista | Moussa N'Diaye   | 46' |
| 15         | Centrocampista | Salif Diao       |     |
| 19         | Centrocampista | Papa Bouba Diop  |     |
| 11         | Delantero      | El Hadji Diouf   |     |
| Entrenador | Entrenador     | Bruno Metsu      |     |

| 10 | Delantero      | Martin Jørgensen  | 50' |
| 17 | Centrocampista | Christian Poulsen | 62' |
| 18 | Delantero      | Peter Løvenkrands | 89' |

| 7  | Delantero | Henri Camara      | 46'     |
| 9  | Delantero | Souleymane Camara | 46' 83' |
| 21 | Defensa   | Habib Beye        | 83'     |

| Anotado · Penal | 16' | Jon Dahl Tomasson | 1:0 |

| Anotado | 52' | Salif Diao | 1:1 |

| Amonestado | 7'  | Ebbe Sand         |
| Amonestado | 20' | Jon Dahl Tomasson |
| Amonestado | 82' | Thomas Helveg     |
| Amonestado | 84' | Christian Poulsen |

| Amonestado           | 10' | Khalilou Fadiga |
| Amonestado           | 62' | Salif Diao      |
| Otorgado · Expulsado | 80' | Salif Diao      |

| Árbitro             | Carlos Batres  |
| Árbitros asistentes | Ferenc Szekely |
| Árbitros asistentes | Visva Krishnan |
| Cuarto árbitro      | Kim Young-Joo  |

| 1          | Guardameta     | Thomas Sørensen   |     |
| 3          | Defensa        | René Henriksen    |     |
| 4          | Defensa        | Martin Laursen    |     |
| 5          | Defensa        | Jan Heintze       |     |
| 6          | Defensa        | Thomas Helveg     |     |
| 2          | Centrocampista | Stig Tøfting      |     |
| 7          | Centrocampista | Thomas Gravesen   | 62' |
| 8          | Delantero      | Jesper Grønkjær   |     |
| 9          | Delantero      | Jon Dahl Tomasson | 89' |
| 11         | Delantero      | Ebbe Sand         | 50' |
| 19         | Delantero      | Dennis Rommedahl  |     |
| Entrenador | Entrenador     | Morten Olsen      |     |

| 1          | Guardameta     | Tony Sylva       |     |
| 2          | Defensa        | Omar Daf         |     |
| 4          | Defensa        | Pape Malick Diop |     |
| 13         | Defensa        | Lamine Diatta    |     |
| 17         | Defensa        | Ferdinand Coly   |     |
| 3          | Centrocampista | Pape Sarr        | 46' |
| 10         | Centrocampista | Khalilou Fadiga  |     |
| 14         | Centrocampista | Moussa N'Diaye   | 46' |
| 15         | Centrocampista | Salif Diao       |     |
| 19         | Centrocampista | Papa Bouba Diop  |     |
| 11         | Delantero      | El Hadji Diouf   |     |
| Entrenador | Entrenador     | Bruno Metsu      |     |

| 10 | Delantero      | Martin Jørgensen  | 50' |
| 17 | Centrocampista | Christian Poulsen | 62' |
| 18 | Delantero      | Peter Løvenkrands | 89' |

| 7  | Delantero | Henri Camara      | 46'     |
| 9  | Delantero | Souleymane Camara | 46' 83' |
| 21 | Defensa   | Habib Beye        | 83'     |

| Anotado · Penal | 16' | Jon Dahl Tomasson | 1:0 |

| Anotado | 52' | Salif Diao | 1:1 |

| Amonestado | 7'  | Ebbe Sand         |
| Amonestado | 20' | Jon Dahl Tomasson |
| Amonestado | 82' | Thomas Helveg     |
| Amonestado | 84' | Christian Poulsen |

| Amonestado           | 10' | Khalilou Fadiga |
| Amonestado           | 62' | Salif Diao      |
| Otorgado · Expulsado | 80' | Salif Diao      |

| Árbitro             | Carlos Batres  |
| Árbitros asistentes | Ferenc Szekely |
| Árbitros asistentes | Visva Krishnan |
| Cuarto árbitro      | Kim Young-Joo  |

| Estadísticas      | Bandera de Dinamarca | Bandera de Senegal |
| Tiros             | 4                    | 13                 |
| Tiros a puerta    | 3                    | 7                  |
| Faltas            | 20                   | 15                 |
| Saques de esquina | 4                    | 8                  |
| Penaltis          | 1 (1)                | 0                  |
| Fueras de juego   | 3                    | 1                  |
| Posesión de balón | 53%                  | 47%                |

#### Senegal vs. Uruguay
| 11 de junio de 2002, 15:30 | Senegal                           | 3:3 (3:0) | Uruguay                                      | Estadio Mundialista, Suwon                               |                                                          |
|                            | Fadiga 20' (pen.) · Diop 26', 38' | Reporte   | Morales 46' · Forlán 69' · Recoba 88' (pen.) | Asistencia: 33 681 espectadores Árbitro(s): Jan Wegereef | Asistencia: 33 681 espectadores Árbitro(s): Jan Wegereef |

| 1          | Guardameta     | Tony Sylva       |     |
| 2          | Defensa        | Omar Daf         |     |
| 4          | Defensa        | Pape Malick Diop |     |
| 5          | Defensa        | Alassane N'Dour  | 76' |
| 6          | Defensa        | Aliou Cissé      |     |
| 13         | Defensa        | Lamine Diatta    |     |
| 17         | Defensa        | Ferdinand Coly   | 63' |
| 10         | Centrocampista | Khalilou Fadiga  |     |
| 19         | Centrocampista | Papa Bouba Diop  |     |
| 7          | Delantero      | Henri Camara     | 67' |
| 11         | Delantero      | El Hadji Diouf   |     |
| Entrenador | Entrenador     | Bruno Metsu      |     |

| 1          | Guardameta     | Fabián Carini   |     |
| 3          | Defensa        | Alejandro Lembo |     |
| 4          | Defensa        | Paolo Montero   |     |
| 6          | Defensa        | Darío Rodríguez |     |
| 14         | Defensa        | Gonzalo Sorondo | 32' |
| 5          | Centrocampista | Pablo García    |     |
| 8          | Centrocampista | Gustavo Varela  |     |
| 16         | Centrocampista | Marcelo Romero  | 46' |
| 9          | Delantero      | Darío Silva     |     |
| 13         | Delantero      | Sebastián Abreu | 46' |
| 20         | Delantero      | Álvaro Recoba   |     |
| Entrenador | Entrenador     | Víctor Púa      |     |

| 14 | Centrocampista | Moussa N'Diaye | 63' |
| 21 | Defensa        | Habib Beye     | 67' |
| 12 | Centrocampista | Amdy Faye      | 76' |

| 17 | Delantero | Mario Regueiro  | 32' |
| 18 | Delantero | Richard Morales | 46' |
| 21 | Delantero | Diego Forlán    | 46' |

| Anotado · Penal | 20' | Khalilou Fadiga | 1:0 |
| Anotado         | 26' | Papa Bouba Diop | 2:0 |
| Anotado         | 38' | Papa Bouba Diop | 3:0 |

| Anotado         | 46' | Richard Morales | 3:1 |
| Anotado         | 69' | Diego Forlán    | 3:2 |
| Anotado · Penal | 88' | Álvaro Recoba   | 3:3 |

| Amonestado | 2'  | Henri Camara    |
| Amonestado | 4'  | Omar Daf        |
| Amonestado | 39' | Ferdinand Coly  |
| Amonestado | 69' | Papa Bouba Diop |
| Amonestado | 82' | El Hadji Diouf  |
| Amonestado | 87' | Khalilou Fadiga |
| Amonestado | 87' | Habib Beye      |

| Amonestado | 8'  | Marcelo Romero  |
| Amonestado | 19' | Fabián Carini   |
| Amonestado | 35' | Pablo García    |
| Amonestado | 40' | Darío Rodríguez |
| Amonestado | 82' | Paolo Montero   |

| Árbitro             | Jan Wegereef   |
| Árbitros asistentes | Jaap Pool      |
| Árbitros asistentes | Ferenc Szekely |
| Cuarto árbitro      | Kyros Vassaras |

| 1          | Guardameta     | Tony Sylva       |     |
| 2          | Defensa        | Omar Daf         |     |
| 4          | Defensa        | Pape Malick Diop |     |
| 5          | Defensa        | Alassane N'Dour  | 76' |
| 6          | Defensa        | Aliou Cissé      |     |
| 13         | Defensa        | Lamine Diatta    |     |
| 17         | Defensa        | Ferdinand Coly   | 63' |
| 10         | Centrocampista | Khalilou Fadiga  |     |
| 19         | Centrocampista | Papa Bouba Diop  |     |
| 7          | Delantero      | Henri Camara     | 67' |
| 11         | Delantero      | El Hadji Diouf   |     |
| Entrenador | Entrenador     | Bruno Metsu      |     |

| 1          | Guardameta     | Fabián Carini   |     |
| 3          | Defensa        | Alejandro Lembo |     |
| 4          | Defensa        | Paolo Montero   |     |
| 6          | Defensa        | Darío Rodríguez |     |
| 14         | Defensa        | Gonzalo Sorondo | 32' |
| 5          | Centrocampista | Pablo García    |     |
| 8          | Centrocampista | Gustavo Varela  |     |
| 16         | Centrocampista | Marcelo Romero  | 46' |
| 9          | Delantero      | Darío Silva     |     |
| 13         | Delantero      | Sebastián Abreu | 46' |
| 20         | Delantero      | Álvaro Recoba   |     |
| Entrenador | Entrenador     | Víctor Púa      |     |

| 14 | Centrocampista | Moussa N'Diaye | 63' |
| 21 | Defensa        | Habib Beye     | 67' |
| 12 | Centrocampista | Amdy Faye      | 76' |

| 17 | Delantero | Mario Regueiro  | 32' |
| 18 | Delantero | Richard Morales | 46' |
| 21 | Delantero | Diego Forlán    | 46' |

| Anotado · Penal | 20' | Khalilou Fadiga | 1:0 |
| Anotado         | 26' | Papa Bouba Diop | 2:0 |
| Anotado         | 38' | Papa Bouba Diop | 3:0 |

| Anotado         | 46' | Richard Morales | 3:1 |
| Anotado         | 69' | Diego Forlán    | 3:2 |
| Anotado · Penal | 88' | Álvaro Recoba   | 3:3 |

| Amonestado | 2'  | Henri Camara    |
| Amonestado | 4'  | Omar Daf        |
| Amonestado | 39' | Ferdinand Coly  |
| Amonestado | 69' | Papa Bouba Diop |
| Amonestado | 82' | El Hadji Diouf  |
| Amonestado | 87' | Khalilou Fadiga |
| Amonestado | 87' | Habib Beye      |

| Amonestado | 8'  | Marcelo Romero  |
| Amonestado | 19' | Fabián Carini   |
| Amonestado | 35' | Pablo García    |
| Amonestado | 40' | Darío Rodríguez |
| Amonestado | 82' | Paolo Montero   |

| Árbitro             | Jan Wegereef   |
| Árbitros asistentes | Jaap Pool      |
| Árbitros asistentes | Ferenc Szekely |
| Cuarto árbitro      | Kyros Vassaras |

| Estadísticas      | Bandera de Senegal | Bandera de Uruguay |
| Tiros             | 6                  | 14                 |
| Tiros a puerta    | 4                  | 6                  |
| Faltas            | 23                 | 19                 |
| Saques de esquina | 4                  | 7                  |
| Penaltis          | 1 (1)              | 1 (1)              |
| Fueras de juego   | 5                  | 4                  |
| Posesión de balón | 46%                | 54%                |

### Octavos de final

#### Suecia vs. Senegal
| 16 de junio de 2002, 15:30 | Suecia      | 1:2 (1:1, 1:1) | Senegal            | Estadio del Gran Ojo, Ōita                                |                                                           |
|                            | Larsson 11' | Reporte        | H. Camara 37' 104' | Asistencia: 39 747 espectadores Árbitro(s): Ubaldo Aquino | Asistencia: 39 747 espectadores Árbitro(s): Ubaldo Aquino |

| 1          | Guardameta     | Magnus Hedman        |     |
| 2          | Defensa        | Olof Mellberg        |     |
| 4          | Defensa        | Johan Mjällby        |     |
| 15         | Defensa        | Andreas Jakobsson    |     |
| 16         | Defensa        | Teddy Lučić          |     |
| 6          | Centrocampista | Tobias Linderoth     |     |
| 7          | Centrocampista | Niclas Alexandersson | 76' |
| 8          | Centrocampista | Anders Svensson      |     |
| 17         | Centrocampista | Magnus Svensson      | 99' |
| 10         | Delantero      | Marcus Allbäck       | 65' |
| 11         | Delantero      | Henrik Larsson       |     |
| Entrenador | Entrenador     | Lars Lagerbäck       |     |

| 1          | Guardameta     | Tony Sylva       |     |
| 2          | Defensa        | Omar Daf         |     |
| 4          | Defensa        | Pape Malick Diop | 66' |
| 6          | Defensa        | Aliou Cissé      |     |
| 13         | Defensa        | Lamine Diatta    |     |
| 17         | Defensa        | Ferdinand Coly   |     |
| 12         | Centrocampista | Amdy Faye        |     |
| 19         | Centrocampista | Papa Bouba Diop  |     |
| 7          | Delantero      | Henri Camara     |     |
| 11         | Delantero      | El Hadji Diouf   |     |
| 18         | Delantero      | Pape Thiaw       |     |
| Entrenador | Entrenador     | Bruno Metsu      |     |

| 22 | Delantero | Andreas Andersson  | 65' |
| 21 | Delantero | Zlatan Ibrahimović | 76' |
| 18 | Delantero | Mattias Jonson     | 99' |

| 21 | Defensa | Habib Beye | 66' |

| Anotado | 11' | Henrik Larsson | 1:0 |

| Anotado            | 37'  | Henri Camara | 1:1 |
| Gol de oro anotado | 104' | Henri Camara | 1:2 |

| Amonestado | 73'  | Ferdinand Coly |
| Amonestado | 104' | Pape Thiaw     |

| Árbitro             | Ubaldo Aquino     |
| Árbitros asistentes | Miguel Giacomuzzi |
| Árbitros asistentes | Héctor Vergara    |
| Cuarto árbitro      | Carlos Simon      |

| 1          | Guardameta     | Magnus Hedman        |     |
| 2          | Defensa        | Olof Mellberg        |     |
| 4          | Defensa        | Johan Mjällby        |     |
| 15         | Defensa        | Andreas Jakobsson    |     |
| 16         | Defensa        | Teddy Lučić          |     |
| 6          | Centrocampista | Tobias Linderoth     |     |
| 7          | Centrocampista | Niclas Alexandersson | 76' |
| 8          | Centrocampista | Anders Svensson      |     |
| 17         | Centrocampista | Magnus Svensson      | 99' |
| 10         | Delantero      | Marcus Allbäck       | 65' |
| 11         | Delantero      | Henrik Larsson       |     |
| Entrenador | Entrenador     | Lars Lagerbäck       |     |

| 1          | Guardameta     | Tony Sylva       |     |
| 2          | Defensa        | Omar Daf         |     |
| 4          | Defensa        | Pape Malick Diop | 66' |
| 6          | Defensa        | Aliou Cissé      |     |
| 13         | Defensa        | Lamine Diatta    |     |
| 17         | Defensa        | Ferdinand Coly   |     |
| 12         | Centrocampista | Amdy Faye        |     |
| 19         | Centrocampista | Papa Bouba Diop  |     |
| 7          | Delantero      | Henri Camara     |     |
| 11         | Delantero      | El Hadji Diouf   |     |
| 18         | Delantero      | Pape Thiaw       |     |
| Entrenador | Entrenador     | Bruno Metsu      |     |

| 22 | Delantero | Andreas Andersson  | 65' |
| 21 | Delantero | Zlatan Ibrahimović | 76' |
| 18 | Delantero | Mattias Jonson     | 99' |

| 21 | Defensa | Habib Beye | 66' |

| Anotado | 11' | Henrik Larsson | 1:0 |

| Anotado            | 37'  | Henri Camara | 1:1 |
| Gol de oro anotado | 104' | Henri Camara | 1:2 |

| Amonestado | 73'  | Ferdinand Coly |
| Amonestado | 104' | Pape Thiaw     |

| Árbitro             | Ubaldo Aquino     |
| Árbitros asistentes | Miguel Giacomuzzi |
| Árbitros asistentes | Héctor Vergara    |
| Cuarto árbitro      | Carlos Simon      |

| Estadísticas      | Bandera de Suecia | Bandera de Senegal |
| Tiros             | 12                | 22                 |
| Tiros a puerta    | 8                 | 5                  |
| Faltas            | 22                | 23                 |
| Saques de esquina | 3                 | 9                  |
| Penaltis          | 0                 | 0                  |
| Fueras de juego   | 4                 | 2                  |
| Posesión de balón | 42%               | 58%                |

### Cuartos de final

#### Senegal vs. Turquía
| 22 de junio de 2002, 20:30 | Senegal | 0:1 (0:0, 0:0) | Turquía    | Estadio Osaka Nagai, Osaka                             |                                                        |
|                            |         | Reporte        | Mansız 94' | Asistencia: 44 233 espectadores Árbitro(s): Óscar Ruiz | Asistencia: 44 233 espectadores Árbitro(s): Óscar Ruiz |

| 1          | Guardameta     | Tony Sylva       |  |
| 2          | Defensa        | Omar Daf         |  |
| 4          | Defensa        | Pape Malick Diop |  |
| 6          | Defensa        | Aliou Cissé      |  |
| 13         | Defensa        | Lamine Diatta    |  |
| 17         | Defensa        | Ferdinand Coly   |  |
| 10         | Centrocampista | Khalilou Fadiga  |  |
| 15         | Centrocampista | Salif Diao       |  |
| 19         | Centrocampista | Papa Bouba Diop  |  |
| 7          | Delantero      | Henri Camara     |  |
| 11         | Delantero      | El Hadji Diouf   |  |
| Entrenador | Entrenador     | Bruno Metsu      |  |

| 1          | Guardameta     | Rüştü Reçber     |     |
| 2          | Defensa        | Emre Aşık        |     |
| 3          | Defensa        | Bülent Korkmaz   |     |
| 4          | Defensa        | Fatih Akyel      |     |
| 8          | Centrocampista | Tugay Kerimoğlu  |     |
| 10         | Centrocampista | Yıldıray Baştürk |     |
| 18         | Centrocampista | Ergün Penbe      |     |
| 21         | Centrocampista | Emre Belözoğlu   | 91' |
| 22         | Centrocampista | Ümit Davala      |     |
| 9          | Delantero      | Hakan Şükür      | 67' |
| 11         | Delantero      | Hasan Şaş        |     |
| Entrenador | Entrenador     | Şenol Güneş      |     |

| 17 | Delantero | İlhan Mansız | 67' |
| 6  | Delantero | Arif Erdem   | 91' |

| Gol de oro anotado | 94' | İlhan Mansız | 0:1 |

| Amonestado | 12' | Omar Daf    |
| Amonestado | 63' | Aliou Cissé |

| Amonestado | 22' | Emre Belözoğlu |
| Amonestado | 87' | İlhan Mansız   |

| Árbitro             | Óscar Ruiz        |
| Árbitros asistentes | Jorge Rattalino   |
| Árbitros asistentes | Miguel Giacomuzzi |
| Cuarto árbitro      | Gilles Veissière  |

| 1          | Guardameta     | Tony Sylva       |  |
| 2          | Defensa        | Omar Daf         |  |
| 4          | Defensa        | Pape Malick Diop |  |
| 6          | Defensa        | Aliou Cissé      |  |
| 13         | Defensa        | Lamine Diatta    |  |
| 17         | Defensa        | Ferdinand Coly   |  |
| 10         | Centrocampista | Khalilou Fadiga  |  |
| 15         | Centrocampista | Salif Diao       |  |
| 19         | Centrocampista | Papa Bouba Diop  |  |
| 7          | Delantero      | Henri Camara     |  |
| 11         | Delantero      | El Hadji Diouf   |  |
| Entrenador | Entrenador     | Bruno Metsu      |  |

| 1          | Guardameta     | Rüştü Reçber     |     |
| 2          | Defensa        | Emre Aşık        |     |
| 3          | Defensa        | Bülent Korkmaz   |     |
| 4          | Defensa        | Fatih Akyel      |     |
| 8          | Centrocampista | Tugay Kerimoğlu  |     |
| 10         | Centrocampista | Yıldıray Baştürk |     |
| 18         | Centrocampista | Ergün Penbe      |     |
| 21         | Centrocampista | Emre Belözoğlu   | 91' |
| 22         | Centrocampista | Ümit Davala      |     |
| 9          | Delantero      | Hakan Şükür      | 67' |
| 11         | Delantero      | Hasan Şaş        |     |
| Entrenador | Entrenador     | Şenol Güneş      |     |

| 17 | Delantero | İlhan Mansız | 67' |
| 6  | Delantero | Arif Erdem   | 91' |

| Gol de oro anotado | 94' | İlhan Mansız | 0:1 |

| Amonestado | 12' | Omar Daf    |
| Amonestado | 63' | Aliou Cissé |

| Amonestado | 22' | Emre Belözoğlu |
| Amonestado | 87' | İlhan Mansız   |

| Árbitro             | Óscar Ruiz        |
| Árbitros asistentes | Jorge Rattalino   |
| Árbitros asistentes | Miguel Giacomuzzi |
| Cuarto árbitro      | Gilles Veissière  |

| Estadísticas      | Bandera de Senegal | Bandera de Turquía |
| Tiros             | 7                  | 5                  |
| Tiros a puerta    | 2                  | 2                  |
| Faltas            | 18                 | 18                 |
| Saques de esquina | 1                  | 7                  |
| Penaltis          | 0                  | 0                  |
| Fueras de juego   | 2                  | 2                  |
| Posesión de balón | 42%                | 58%                |

## Estadísticas

### Goleadores
| #     | Jugador          | Anotado | PJ | Prom. | Jugada | Cabeza | Tiro libre | Penal |
| ----- | ---------------- | ------- | -- | ----- | ------ | ------ | ---------- | ----- |
| 1     | Papa Bouba Diop  | 3       | 5  | 0.6   | 3      | 0      | 0          | 0     |
| 2     | Henri Camara     | 2       | 4  | 0.5   | 2      | 0      | 0          | 0     |
| 3     | Salif Diao       | 1       | 3  | 0.33  | 1      | 0      | 0          | 0     |
|       | Khalilou Fadiga  | 1       | 4  | 0.25  | 0      | 0      | 0          | 1     |
|       | En propia puerta | 0       | 5  | 0     | 0      | 0      | 0          | 0     |
| Total | Total            | 7       | 5  | 1.4   | 6      | 0      | 0          | 1     |

### Asistencias
| #     | Jugador         | Asistencia | Jugada | Cabeza | Tiro libre | Saque de esquina |
| ----- | --------------- | ---------- | ------ | ------ | ---------- | ---------------- |
| 1     | Henri Camara    | 2          | 2      | 0      | 0          | 0                |
| 2     | Khalilou Fadiga | 1          | 1      | 0      | 0          | 0                |
|       | El Hadji Diouf  | 1          | 0      | 1      | 0          | 0                |
|       | Pape Thiaw      | 1          | 1      | 0      | 0          | 0                |
| Total | Total           | 5          | 4      | 1      | 0          | 0                |